# Degtjarsk
Degtjarsk è una città della Russia siberiana estremo occidentale (Oblast' di Sverdlovsk), situata sul fiume Vjazovka (affluente della Čusovaja), 67 km a ovest del capoluogo Ekaterinburg; dal punto di vista amministrativo, dipende direttamente dalla città (gorod) di Revda.

## Società

### Evoluzione demografica
Fonte: mojgorod.ru
- 1959: 27.400
- 1979: 20.100
- 1989: 18.400
- 2007: 15.900